# Löfbergs Arena
La Löfbergs Arena est une salle omnisports de Karlstad en Suède. Elle a été construite en 2001. Le nom de l'arène vient du torréfacteur de café Löfbergs (en).
Elle accueille notamment l'équipe de hockey sur glace du Färjestad BK de la SHL. La patinoire a une capacité de 8 250 spectateurs. 
En 2004, 2006 et 2013 Löfbergs Arena a accueilli une demi-finale du Melodifestivalen. Parmi les artistes s'étant produit dans la salle, on retrouve Elton John, John Fogerty, Bryan Adams, Dolly Parton, Rod Stewart, Motörhead et Judas Priest.
Löfbergs Arena a également été nommée hôte du championnat du monde de roller in line hockey IIHF 2010.

## Galerie

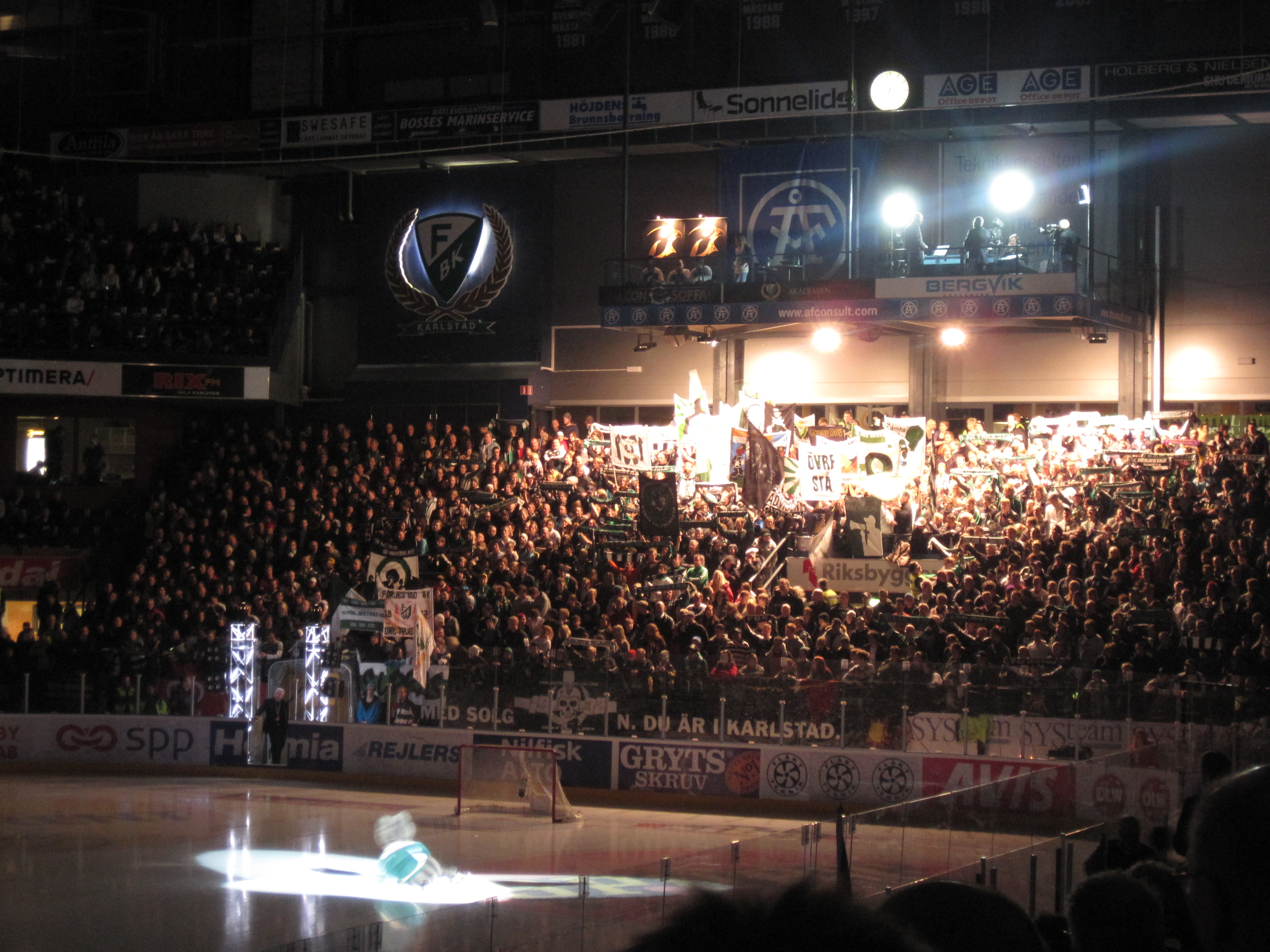
La tribune à domicile avant l'ouverture du match en 2010.
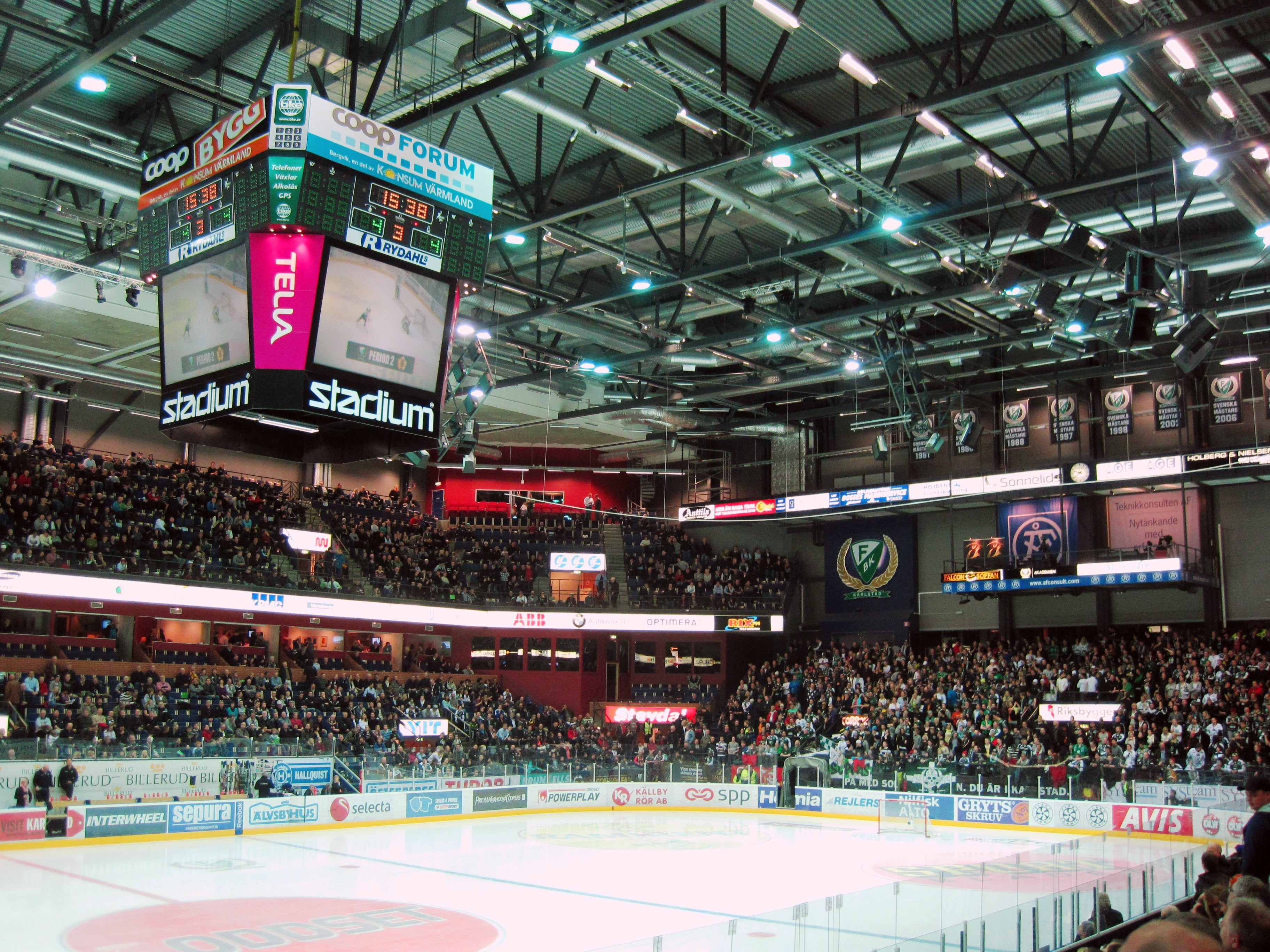
L'arène pendant une pause de la période en 2010.
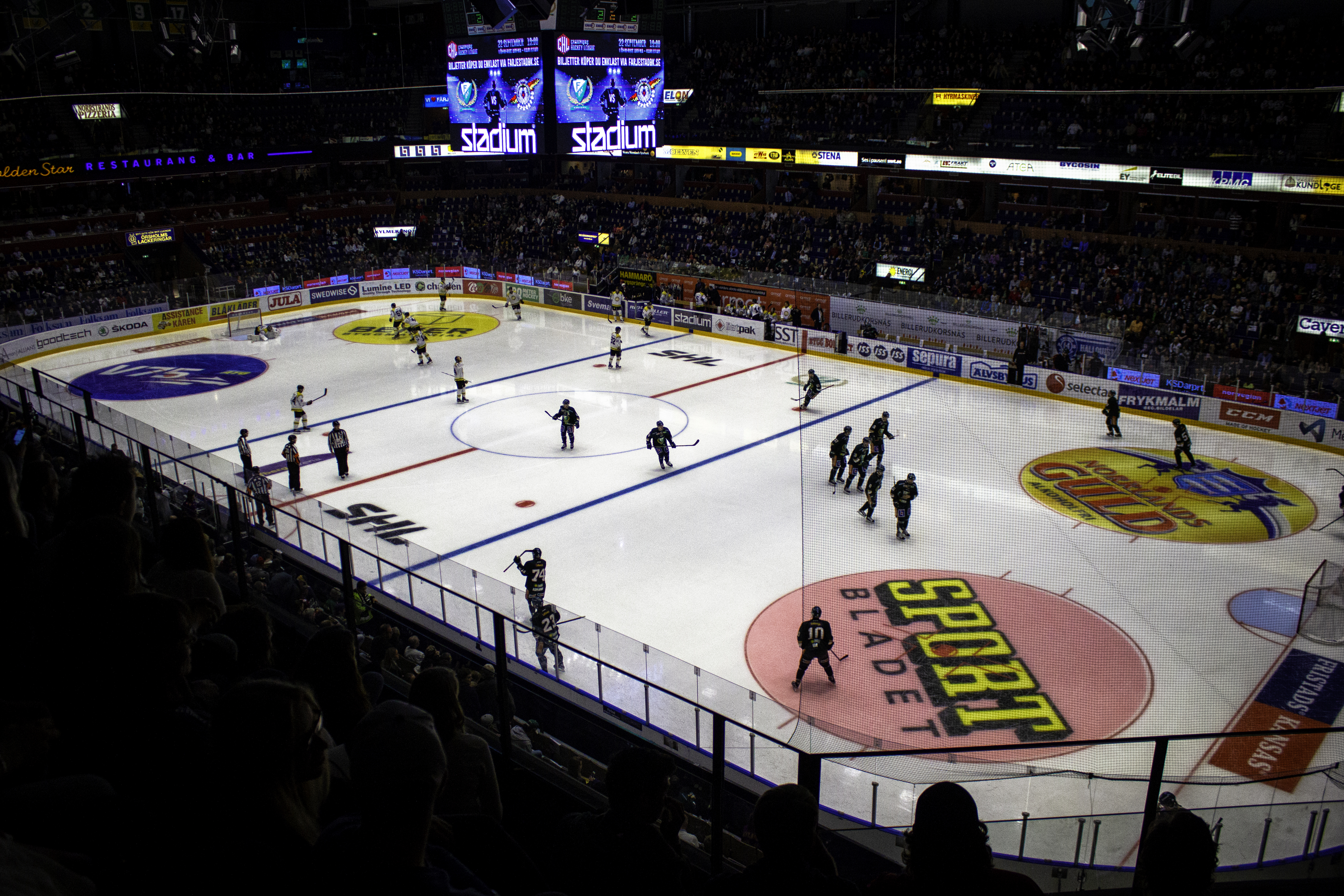
Färjestad BK-Brynäs IF le 19 septembre 2015.
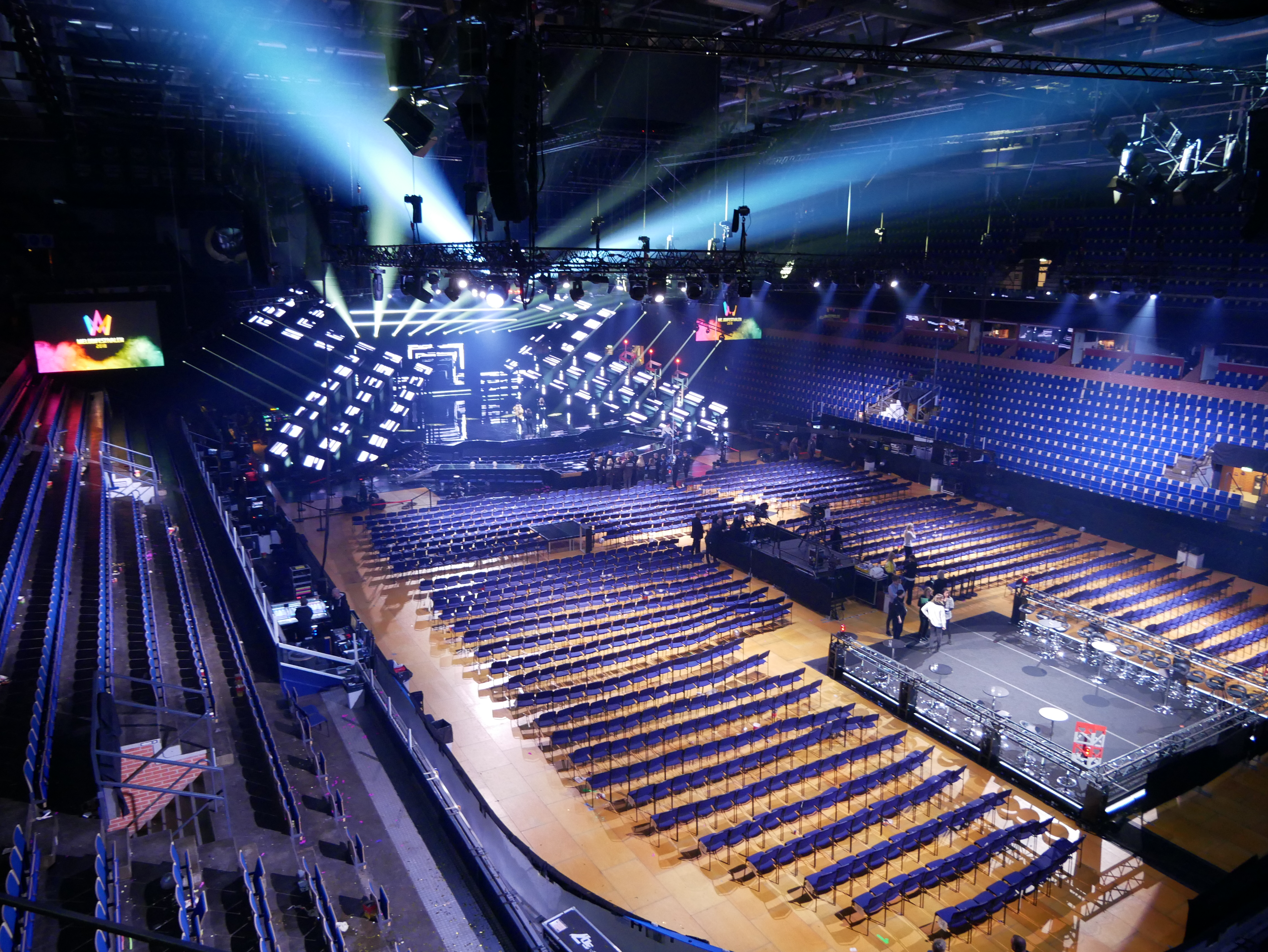
Avant Melodifestivalen en 2018.